# Кольди (Енбекшиказахский район)
Кольди (каз. Көлді) — село в Енбекшиказахском районе Алматинской области Казахстана. Входит в состав Тескенсуского сельского округа. Код КАТО — 194079200.

## Население
В 1999 году население села составляло 772 человека (388 мужчин и 384 женщины). По данным переписи 2009 года, в селе проживали 944 человека (478 мужчин и 466 женщин).